# Sphingonotus octofasciatus
Sphingonotus octofasciatus är en insektsart som först beskrevs av Jean Guillaume Audinet Serville 1838.  Sphingonotus octofasciatus ingår i släktet Sphingonotus och familjen gräshoppor. Inga underarter finns listade i Catalogue of Life.